# 第39回IBAFワールドカップ日本代表
第39回IBAFワールドカップ日本代表（だい39かいIBAFワールドカップにっぽんだいひょう）は、2011年10月にパナマにおいて開催された第39回IBAFワールドカップに出場するために編成された野球の日本代表チームである。

## 概要
大会が10月上旬に開催されることから、NPBチーム所属選手からの代表選出は当初から断念された。また、大学野球も秋季リーグの最中であることから主要大学の主力選手の選出が見送られ、社会人選手中心の編成となった。
7月14日から17日まで、パナソニックベースボールスタジアムで代表候補合宿を行い、選抜されたメンバーは社会人23人、大学1人。的場寛一（トヨタ自動車）は、元NPB選手として2例目となる日本代表入りを果たした（1例目は第35回大会の吉田浩（住友金属鹿島））。

## 監督・コーチ
（かっこ内は所属；年齢。いずれも選出当時。）
- 小島啓民監督（元三菱重工長崎監督；47）
- 早瀬万豊コーチ（元日本生命監督；53）
- 西正文コーチ（元大阪ガスコーチ；51）
- 中島彰一コーチ（元住友金属鹿島監督；45）

## 選手
No.は背番号。所属や年齢は選出当時。
| 位置   | No. | 氏名         | 所属           | 年齢 |
| ------ | --- | ------------ | -------------- | ---- |
| 投手   | 19  | 海田智行     | 日本生命       | 24   |
| 投手   | 14  | 小高幸一     | 鷺宮製作所     | 28   |
| 投手   | 23  | 田中篤史     | パナソニック   | 31   |
| 投手   | 18  | 十亀剣       | JR東日本       | 23   |
| 投手   | 20  | 濱野雅慎     | JR九州         | 26   |
| 投手   | 12  | 藤田卓史     | 東芝           | 28   |
| 投手   | 11  | 三橋尚文     | JFE東日本      | 32   |
| 投手   | 13  | 山中浩史     | Honda熊本      | 26   |
| 投手   | 21  | 宇田川雄一郎 | 三菱自動車岡崎 | 24   |
| 投手   | 17  | 川満寛弥     | 九州共立大学   | 20   |
| 捕手   | 27  | 中野滋樹     | JR九州         | 31   |
| 捕手   | 9   | 松田孝仁     | 東京ガス       | 30   |
| 内野手 | 15  | 的場寛一     | トヨタ自動車   | 34   |
| 内野手 | 5   | 横山憲一     | 三菱重工神戸   | 30   |
| 内野手 | 4   | 坂上真世     | 三菱重工横浜   | 31   |
| 内野手 | 6   | 多幡雄一     | Honda          | 29   |
| 内野手 | 2   | 小林崇人     | 三菱自動車岡崎 | 27   |
| 内野手 | 3   | 安達了一     | 東芝           | 23   |
| 内野手 | 8   | 川戸洋平     | Honda          | 27   |
| 外野手 | 7   | 川端崇義     | JR東日本       | 26   |
| 外野手 | 1   | 北道貢       | NTT東日本      | 29   |
| 外野手 | 24  | 小手川喜常   | Honda          | 26   |
| 外野手 | 26  | 林稔幸       | 富士重工業     | 31   |
| 外野手 | 10  | 池邉啓二     | JX-ENEOS       | 29   |

## 大会戦績

### 予選リーグ
- 第1戦（10月3日）　日本 1-3 カナダ
- 第2戦（10月4日）　日本 2-5 オランダ
- 第3戦（10月5日）　日本 3-7 アメリカ合衆国
- 第4戦（10月6日）　日本 2-6 パナマ
- 第5戦（10月7日）　日本 3-1 チャイニーズタイペイ
- 第6戦（10月8日）　日本 0-6 プエルトリコ
- 第7戦（10月9日）　日本 9-4 ギリシャ　
2勝5敗で予選リーグ敗退決定